# Автоклав
Автоклав – херметически затварящ се съд от стомана, чугун и др. с различна вместимост за извършване на физико-химични процеси под налягане до няколко атмосфери. Прилага се в химическата промишленост, за производство на строителни материали, за стерилизация (в консервната промишленост, в хирургията) и др.